# Ormosia gaspensis
Ormosia gaspensis là một loài ruồi trong họ Limoniidae. Chúng phân bố ở miền Tân bắc.